# Volba v Cetinu 1527

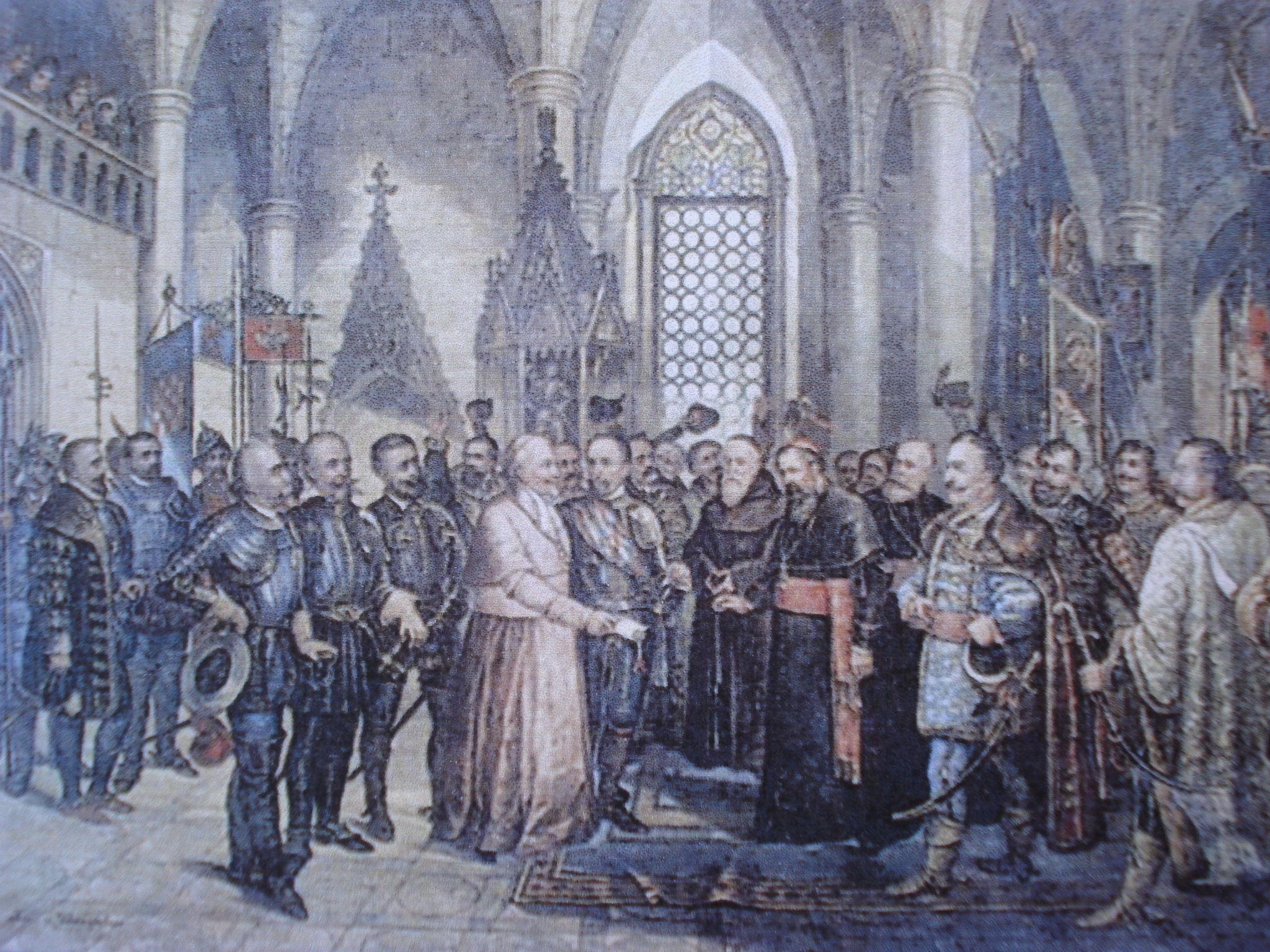
Chorvatští velmoži (vpravo) a zmocněnci Ferdinanda I. Habsburského (vlevo) na parlamentu v Cetinu, autor Dragutin Weingärtner

Volba v Cetinu v roce 1527 (chorvatsky: Cetinski / Cetingradski sabor, což znamená Parlament v Cetin(gradu) nebo Parlament Cetin(gradu), či Cetinski / Cetingradski izbor) byla shromážděním chorvatského parlamentu (Sabor) na Cetinském hradě v roce 1527. Následovala po nástupnické krizi v Uherském království, která byla způsobena smrtí Ludvíka II., a v jejím důsledku se Chorvatské království připojilo k habsburské monarchii. Listina volící habsburského rakouského arcivévodu Ferdinanda I. za chorvatského krále byla potvrzena pečetěmi šesti chorvatských šlechticů.

## Bitva u Moháče a nástupnická krize
Tváří v tvář drtivé síle Osmanské říše byla šlechta Chorvatského království znepokojena, protože obléhání Bělehradu v roce 1521 způsobilo, že Uherské království ztratilo svou poslední pevnost na Dunaji ve prospěch Sulejmana Nádherného. Král Ludvík II. neprojevoval zájem o obranu a v té době se nacházel v zoufalé finanční situaci. Chorvati se obrátili o pomoc na papeže, Benátky, císaře Karla V. a arcivévodu Ferdinanda, avšak s malým úspěchem.
Dne 29. srpna 1526 došlo k bitvě u Moháče, kde utrpělo Uherské království katastrofální porážku, při níž zahynul král Ludvík II. Bitvy se účastnilo jen málo Chorvatů (dle dohody s Ferdinandem zůstali hájit království), zatímco Kryštof Frankopan se svými 5 000 muži na bojiště nedorazil, protože Uhři bitvu zahájili předčasně. Jelikož král neměl dědice, vznikla monarchická krize ohledně vlády v Uhersko-chorvatském a Českém království. Většina chorvatských velmožů a nižší šlechty proto usilovala o volbu nového krále.
V říjnu 1526 český zemský sněm zvolil Ferdinanda. Na zasedání uherského sněmu v Székesfehérváru dne 10. listopadu 1526 si však většina netitulovaných nižších uherských šlechticů zvolila za krále Jana Zápolského, který byl následující den korunován Svatou korunou uherskou. V Chorvatsku ho podporovali státník Juraj Utišenić, diplomat Antun Vrančić, biskupové Stjepan Brodarić, Franjo Jožefić a János Statileo, a především bývalý habsburský důstojník Kryštof Frankopan.
Na druhé straně byl Ferdinand Habsburský rovněž zvolen uherským králem vyšší uherskou aristokracií (magnáty a barony) a uherským katolickým klérem na zkráceném sněmu v Pozsony dne 17. prosince 1526. O den později se sešel slavonský Sabor, svolaný Kryštofem Frankopanem, který zvolil Zápolského. Frankopanova diplomatická aktivita však mezi chorvatskou šlechtou neuspěla.

## Cetin
Jménem Habsburků svolali Nikola Jurišić a další tři diplomaté úspěšně chorvatský Sabor. Chorvatští šlechtici se sešli v Cetinu 31. prosince 1526, aby projednali strategii a zvolili nového vládce. Rakouský arcivévoda Ferdinand také vyslal své vyslance, aby se parlamentního zasedání účastnili. Shromáždění se konalo ve františkánském klášteře sv. Marie pod Cetinským hradem ve vesnici Cetingrad. Majitelem hradu a okolního panství, kde se sněm konal, byl v té době chorvatský šlechtic Juraj III. Frankopan.
Po dlouhé debatě se zastánci obou možností nakonec 1. ledna 1527 shodli na volbě Ferdinanda. Jeho volba byla přirozená, protože byl nejen mocným rakouským arcivévodou, ale zároveň vládl územím slovinských sousedů Chorvatů – Korutansku a Kraňsku. Ferdinand I. byl zvolen novým chorvatským králem a shromáždění jemu i jeho dědicům potvrdilo následnická práva.
Výměnou za trůn Ferdinand slíbil respektovat historická práva, svobody, zákony a zvyky Chorvatů, které měli při sjednocení s Uherskem. Dále se zavázal bránit Chorvatsko proti osmanským vpádům trvale s 1 000 jezdci, 200 vojáky a financemi na dalších 800 jezdců. Rovněž měl povinnost kontrolovat a zásobovat opevněná města. Jezdecké oddíly měly být rozděleny mezi šlechtice, a to i mezi ty, kteří se volby neúčastnili, ale pravděpodobně podpořili její výsledek (například Budački, Drašković, Patačić, Ajtić, Tomašić, Farkašić atd.).

### Listina

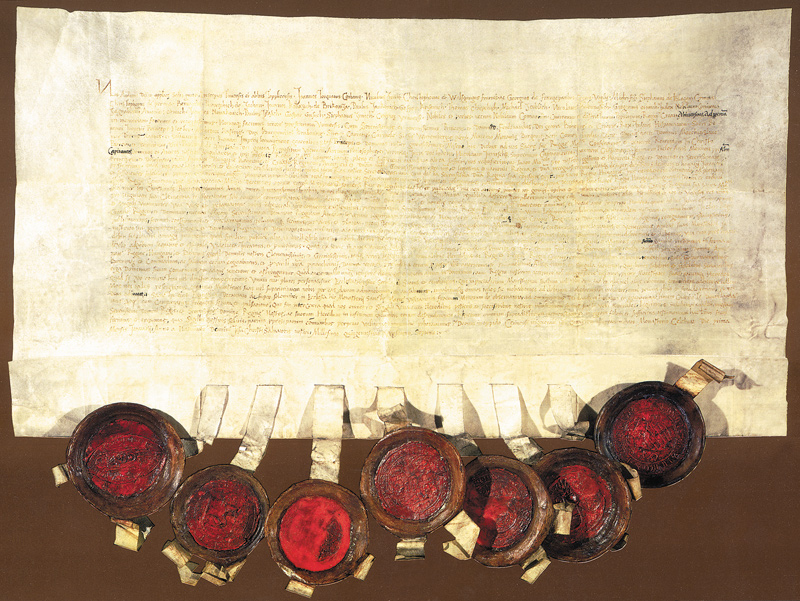
Cetingradská listina se dochovala v Rakouském státním archivu ve Vídni

Listina podepsaná chorvatskými šlechtici, která nese šachovaný pečetní znak Chorvatska, je považována za jeden z nejvýznamnějších dokumentů chorvatské státnosti. Dokládá zvláštní politické postavení Chorvatska té doby. Potvrzovala zároveň právo chorvatské šlechty samostatně rozhodovat o klíčových otázkách, včetně volby krále, nezávisle na rozhodnutí uherského sněmu. Chorvatsko bylo od roku 1102 s Uherskem pouze v personální unii.
Text listiny obsahuje:
1. Seznam přítomných chorvatských velmožů, církevních hodnostářů a nižších šlechticů, jakož i jmén a titulů Ferdinandových vyslanců.
2. Odůvodnění právoplatné volby habsburského panovníka jako dědičného vládce Chorvatska.
3. Prohlášení o uznání a oznámení rakouského arcivévody jako krále a jeho manželky Anny (sestry Ludvíka II.) jako královny.
4. Slavnostní přísahu věrnosti, poslušnosti a oddanosti novému panovníkovi.
5. Místo a datum vydání listiny.

Mezi podepsanými chorvatskými šlechtici byli:
- Andrija, biskup kninský a opat z Topuska,
- Ivan Karlović z Krbavy,
- Nikola III. Zrinski,
- Bratři Krsto II. a Vuk I. Frankopanové z Tržacu,
- Juraj III. Frankopan ze Slunje,
- Stjepan Blagajski,
- Krsto Peranski,
- Bernard Tumpić Zečevski,
- Ivan Kobasić Brikovički,
- Pavao Janković,
- Gašpar Križanić,
- Toma Čipčić,
- Mihajlo Skoblić,
- Nikola Babonožić,
- Grgur Otmić (šlechtický soudce Záhřebské župy),
- Antun Otmić,
- Ivan Novaković,
- Pavao Izačić,
- Gašpar Gusić,
- Stjepan Zimić.

Za Ferdinanda byli přítomni rakouští vyslanci:
- Paul von Oberstein (probošt vídeňský, Ferdinandův tajný rada),
- Nikola Jurišić (Ferdinandův vrchní vojenský velitel),
- Ivan Katzianer (Ferdinandův vrchní vojenský velitel),
- Johann Püchler (prefekt města Mehov).

### Pečeti

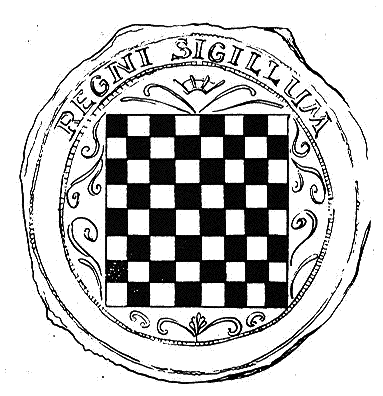
Královská pečeť Chorvatského království je otištěna uprostřed Cetingradské listiny.

V dolní části textu se nachází šest pečetí nejvýznamnějších chorvatských šlechticů a uprostřed pečeť Chorvatského království. Pečeti jsou uspořádány následovně:
Levá strana
- Andrija Tuškanić (nebo Andrija Mišljenović Uzdoljski), biskup kninský
- Ivan Karlović, z kurjakovićské větve rodu Gusićů, chorvatský bán v letech 1521–1524 a 1527–1531
- Nikola III. Zrinski, ze zrinské větve rodu Šubićů

Střed
- Šachovaná pečeť Chorvatského království

Pravá strana
- Juraj III. Frankopan, ze slunjské větve rodu Frankopanů
- Vuk I. Frankopan, z tržacké větve rodu Frankopanů
- Stjepan IX. Blagajski, z blagajské větve rodu Babonićů

## Následky
Ferdinandovi zmocněnci od Chorvatů převzali Cetingradskou listinu a vzali ji s sebou zpět do Vídně. Na oplátku téhož dne, v dokumentu zvaném Korunovační přísaha, potvrdili sliby a ujištění Ferdinanda (které dříve dal na základě požadavků Chorvatů) a přijali všechny s tím související závazky a povinnosti nově zvoleného krále.
Před návratem do Vídně napsali zmocněnci 3. ledna 1527 svému panovníkovi dopis, v němž ho informovali o průběhu parlamentního zasedání a vysvětlili své zdržení a delší pobyt v Chorvatsku, než bylo původně plánováno. Mimo jiné někteří chorvatští magnáti neměli u sebe své pečeti, a proto museli odjet domů, aby listinu ověřili dodatečně.
Dne 6. ledna 1527 se slavonská šlechta vedená Kryštofem Frankopanem distancovala od této volby a trvala na Jánu Zápolském jako na právoplatném uchazeči o uherský trůn. Odkazovala se přitom na rozhodnutí uherského sněmu z roku 1505, podle něhož nový panovník nesměl být cizinec.
 

Přibližně o několik měsíců později, když Ferdinand nedodržoval volební sliby, se chorvatská šlechta opět sešla v Cetinu a stěžovala si:
„Ať Vaše Veličenstvo ví, že žádný pán se nenajde, kdo by vládl Chorvatsku silou. Neboť po smrti našeho posledního krále, Zvonimíra blažené paměti, jsme se svobodně připojili ke svaté koruně Uherského království, a nyní po ní k Vašemu Veličenstvu.“
Vypukla občanská válka, v níž na straně Habsburků stál František Batthyány, zatímco prozápolskou frakci vedl Kryštof Frankopan. Dne 3. listopadu 1527 byl nakonec Ferdinand korunován právoplatnou korunou v Székesfehérváru.
Rakouská volba nakonec převládla – nejprve v chorvatsko-slovinských částech po smrti Kryštofa Frankopana v roce 1527 (kdy ho nahradil Šimon Erdődy) a definitivně po smrti Zápolského v roce 1540. Zápolský mezitím požádal o pomoc Osmany, což vedlo k rakousko-tureckým válkám v Uhersku a k vytvoření osmanského Uherska.

## Odkaz
Cetingradská listina je uchována v Rakouském státním archivu ve Vídni.
Ústava Chorvatské republiky popisuje tyto události jako jeden z historických základů chorvatské suverenity, jako „nezávislé a svrchované rozhodnutí chorvatského parlamentu“.